# 兵庫県道282号沼市島線
兵庫県道282号沼市島線（ひょうごけんどう282ごう ぬまいちじません）は、兵庫県丹波市を通る一般県道である。

## 概要
丹波市氷上町沼から丹波市市島町上竹田に至る。

### 路線データ
- 起点：丹波市氷上町沼（兵庫県道7号青垣柏原線交点）
- 終点：丹波市市島町上竹田（八日市交差点、国道175号交点）
- 総延長：10.496 km
- 不通区間：丹波市氷上町鴨内 - 丹波市市島町上鴨阪

## 路線状況

### 道路施設

#### 橋梁
- 上竹田橋（前山川、丹波市）

## 地理

### 通過する自治体
- 丹波市

### 交差する道路
| 交差する道路          | 交差する場所 | 交差する場所        |
| --------------------- | ------------ | ------------------- |
| 兵庫県道7号青垣柏原線 | 氷上町沼     | 起点                |
| 不通区間              |              |                     |
| 国道175号             | 市島町上竹田 | 八日市交差点 / 終点 |

### 沿線
- 氷上沼郵便局
- 前山郵便局